# Bắc Nias (huyện)
Bắc Nias (huyện) là một huyện (kabupaten) thuộc tỉnh Bắc Sumatra, Indonesia. Huyện lỵ đóng ở. Huyện có diện tích 1202,78 km2, sân số theo điều tra năm 2000 là 127.703 người (2007).

## Các đơn vị hành chính
Huyện gồm có phó huyện hành chính (kecamatan) sau: